# Detective Conan: Crossroad in the Ancient Capital
Detective Conan: Crossroad in the Ancient Capital (jap. 名探偵コナン 迷宮の十字路 Meitantei Konan: Meikyū no kurosurōdo) – japoński film anime wyprodukowany w 2003 roku, siódmy film z serii Detektyw Conan. Piosenką przewodnią filmu była Time after time ~Hana mau machi de~ śpiewana przez Mai Kuraki.
Film miał swoją premierę 19 kwietnia 2003 roku w Japonii przynosząc łączny dochód 3,2 mld ¥.

## Fabuła
Heiji Hattori szuka dziewczyny, w której się zakochał po tym jak zobaczył ją bawiącą się na zewnątrz świątyni, kiedy był mały. Tymczasem Kogorō, Ran, Conan i Sonoko udają się do Kioto w celu zbadania sprawy napadu i kilku morderstw, na miejscu spotykają się z Heijim i Kazuhą. Morderca próbuje kilkukrotnie zabić Heijiego i poważnie go rani. Porywa też Kazuhę, ale gdy Heiji traci przytomność Conan znajduje sposób, aby zmienić się z powrotem w Shinichiego na krótki czas (bierze pigułkę stworzoną przez Haibarę, powodującą przeziębienie, a następnie wypija chińskie wino Paikaru). Przebiera się za Heijiego, próbuje aresztować mordercę i uratować Kazuhę, ale udaje się jedynie zająć mordercę, do momentu przybycia Heijiego. Korzystając ze swoich zdolności w kendo, Heiji walczy ze sprawcą, podczas gdy Shinichi biegnie do lasu, aby ukryć swoją ponowną przemianę w Conana. W lesie spotyka on Ran i ogłusza ją zegarkiem usypiającym, aby nie zobaczyła jego transformacji. Przestępca nadal walczy z Heijim spychając go na krawędź dachu. Conan wraca na czas, aby wspomóc detektywa z Osaki, co skutkuje w schwytaniu przestępcy. Pod koniec Heiji dowiaduje się, że dziewczyną, w której się zakochał, była Kazuha.

## Obsada
- Minami Takayama – Conan Edogawa
- Kappei Yamaguchi – Shinichi Kudō
- Wakana Yamazaki – Ran Mōri
- Akira Kamiya – Kogorō Mōri
- Megumi Hayashibara – Ai Haibara
- Yukiko Iwai – Ayumi Yoshida
- Wataru Takagi – Genta Kojima
- Ikue Ōtani – Mitsuhiko Tsuburaya
- Ken’ichi Ogata – Dr Hiroshi Agasa
- Ryō Horikawa – Heiji Hattori
- Yūko Miyamura – Kazuha Toyama
- Naoko Matsui – Sonoko Suzuki
- Chafūrin – inspektor Jūzō Megure
- Kaneto Shiozawa – inspektor Ninzaburō Shiratori
- Wataru Takagi – Wataru Takagi
- Atsuko Yuya – Miwako Satō
- Saburo Kamei – Shōzō Sakura/Saburō Ise
- Ryōtarō Okiayu – inspektor Fumimaro Ayanokōji
- Daiki Nakamura – Ryūen
- Hirotaka Suzuoki – Taiga Saijō/Benkei Musashibō